# Elaphoglossum angustifrons
Elaphoglossum angustifrons är en träjonväxtart som beskrevs av Holtt. Elaphoglossum angustifrons ingår i släktet Elaphoglossum och familjen Dryopteridaceae. Inga underarter finns listade.